# غيتي باشائي
غيتي باشائي (بالفارسية: گیتی پاشایی) (13 يونيو 1940 في طهران، المملكة الإيرانية - 7 مايو 1995 في طهران، الجمهورية الإسلامية في إيران)؛ مغنية إيرانية، اشتهرت في زمن المملكة الإيرانية في ظل الأسرة البهلوية قبل قيام نظام الجمهورية الإسلامية في العام 1979.

## وصلات خارجية
- غيتي باشائي على موقع IMDb (الإنجليزية)
- غيتي باشائي على موقع ميوزك برينز (الإنجليزية)
- غيتي باشائي على موقع ديسكوغز (الإنجليزية)
- غيتي باشائي على موقع قاعدة بيانات الفيلم (الإنجليزية)